# رمضان الورفلي
رمضان الورفلي لاعب ومدرب سابق لنادي التحدي الليبي. حصل مع التحدي في موسم 2000-2001 على جائزة أفضل مدرب في الدوري الليبي، عندما قاد التحدي للوصول للمبارة النهائية لبطولة الدوري وكذلك المباراة النهائية لكأس الفاتح وقدم التحدي في ذلك الموسم مستوى متطور.
وفي الموسم الحالي 2007-2008 تعاقد التحدي مع رمضان الورفلي بعد سلسلة من الهزائم وصلت الي 6 مباريات متتالية لم يستطع التحدي خلالها من الحصول علي أي نقطة، وعندما قدم الورفلي استطاع أن يلملم أوراق الفريق ويبدأ في الحصول على النقاط والأهم أنه استطاع أن يصنع فريق ينافس حاليا بقوة من أجل البقاء.